# دونا بار
دونا بار (بالإنجليزية: Donna Barr)‏ هي رسامة كارتون أمريكية، ولدت في 13 أغسطس 1952 في إيفرت في الولايات المتحدة.

## وصلات خارجية
- الموقع الرسمي